# Eros Pérez
Eros Roque Pérez Salas (Santiago, Chile, 3 de junio de 1976) es un exfutbolista y entrenador chileno. Jugaba como defensa.

## Trayectoria

### Como futbolista
Se inició como jugador de fútbol en las divisiones inferiores de Palestino.
Comenzó jugando como delantero, pero con el correr de los años pasó a ocupar el puesto de lateral izquierdo o volante izquierdo.  El año 2000, tras un periodo a prueba por 15 días donde no fue aprobado por Osvaldo Piazza en Independiente, es fichado por Colón de Santa Fe. En 2001 es transferido al Internacional de Porto Alegre de Brasil, donde tras jugar 3 partidos debido a lesiones, vuelve al fútbol argentino para jugar por Gimnasia y Esgrima de la Plata, y luego por Lanús, sin mayor éxito.
En 2003 pasa al Skoda Xanthi griego y a mediados de 2004 regresa a Chile para fichar por Universidad Católica.
En 2005 logra el primer título de su carrera al ganar el Torneo de Clausura con Universidad Católica. La misma temporada se destaca en la campaña que llevó al conjunto chileno a la semifinal de la Copa Sudamericana. Se recuerda también su paso por los cruzados porque en el Torneo Clausura 2007, durante el Clásico universitario de aquel torneo, tuvo un encontronazo en cancha con su compañero Gary Medel tras el gol de Universidad de Chile.
Tras dejar Universidad Católica, y jugando un año en Unión San Felipe, en el 2011 se retira en Ñublense, debido a problemas en su columna.

### Como comentarista
Se desempeñó como comentarista del CDF desde el año 2012 hasta febrero de 2019. Fue conocido por la repulsión generada por sus comentarios en los espectadores del Canal, dado lo rebuscado de los conceptos que utiliza y la siutiquería con la que comenta. Tras su despido, se refirió con críticas a la nueva contratación del canal Aldo Schiappacasse.
Tras dejar de ser comentarista, se convertiría en profesor de educación física en el Colegio Emaus, donde además dirigió a la selección de fútbol del establecimiento.

### Como entrenador
Tras estrenarse como técnico en la sub-20 de Lautaro de Buin, pasó a trabajar a las inferiores de Deportes Melipilla. Durante algunos partidos, ungió como Técnico del Primer Equipo, debido a la ausencia del Técnico Titular John Armijo por ser contacto estrecho de Covid-19.
El 26 de septiembre de 2022, fue anunciado como nuevo entrenador de Deportes Melipilla, tras el despido de Jaime Vera por malos resultados. El 10 de octubre, Melipilla perdió 7:0 ante Magallanes, derrota histórica de Los Potros. El 24 de octubre, tras caer derrotado ante Deportes Santa Cruz, el conjunto melipillano decretó su descenso a la Segunda División Profesional, dejando el puesto a final de temporada.

## Selección nacional
Como selccionado nacional de Chile disputó partidos eliminatorios para el Mundial de Corea-Japón 2002, además de la Copa América Colombia 2001, jugando un total de 6 partidos internacionales.  

### Participaciones internacionales con la selección

#### Copa América
| Copa              | Sede     | Resultado        | Partidos | Goles |
| ----------------- | -------- | ---------------- | -------- | ----- |
| Copa América 2001 | Colombia | Cuartos de final | 3        | 0     |

#### Participaciones en Clasificatorias a Copas del Mundo
| Eliminatorias                    | Resultado | Posición | Partidos Jugados |
| -------------------------------- | --------- | -------- | ---------------- |
| Eliminatorias Corea y Japón 2002 | Eliminado | 10.º     | 1                |

#### Partidos internacionales
| Partidos internacionales | Partidos internacionales | Partidos internacionales                                       | Partidos internacionales | Partidos internacionales | Partidos internacionales | Partidos internacionales | Partidos internacionales | Partidos internacionales | Partidos internacionales         |
| N.º                      | Fecha                    | Estadio                                                        | Local                    | Resultado                | Visitante                | Goles                    | Asistencias              | DT                       | Competición                      |
| ------------------------ | ------------------------ | -------------------------------------------------------------- | ------------------------ | ------------------------ | ------------------------ | ------------------------ | ------------------------ | ------------------------ | -------------------------------- |
| 1                        | 11 de abril de 2001      | Estadio Tecnológico, Monterrey, México                         | México                   | 1-0                      | Chile                    |                          |                          | Pedro García             | Amistoso                         |
| 2                        | 2 de junio de 2001       | Estadio Defensores del Chaco, Asunción, Paraguay               | Paraguay                 | 1-0                      | Chile                    |                          |                          | Pedro García             | Clasificatorias Corea-Japón 2002 |
| 3                        | 14 de julio de 2001      | Estadio Metropolitano Roberto Meléndez, Barranquilla, Colombia | Chile                    | 1-0                      | Venezuela                |                          |                          | Pedro García             | Copa América 2001                |
| 4                        | 17 de julio de 2001      | Estadio Metropolitano Roberto Meléndez, Barranquilla, Colombia | Colombia                 | 2-0                      | Chile                    |                          |                          | Pedro García             | Copa América 2001                |
| 5                        | 22 de julio de 2001      | Estadio Hernán Ramírez Villegas, Pereira, Colombia             | Chile                    | 0-2                      | México                   |                          |                          | Pedro García             | Copa América 2001                |
| 6                        | 11 de octubre de 2006    | Estadio Jorge Basadre, Tacna, Perú                             | Perú                     | 0-1                      | Chile                    |                          |                          | Nelson Acosta            | Copa del Pacífico 2006           |
| Total                    | Total                    | Total                                                          | Presencias               | 6                        | Goles                    | 0                        |                          |                          |                                  |

| Selección chilena | Selección chilena | Selección chilena |
| Año               | Partidos          | Goles             |
| ----------------- | ----------------- | ----------------- |
| 2001              | 5                 | 0                 |
| 2006              | 1                 | 0                 |
| Total             | 6                 | 0                 |

## Clubes

### Como jugador
| Club                        | País      | Año       |
| --------------------------- | --------- | --------- |
| Palestino                   | Chile     | 1994-2000 |
| Colón                       | Argentina | 2000-2001 |
| Internacional               | Brasil    | 2001      |
| Gimnasia y Esgrima La Plata | Argentina | 2002      |
| Lanús                       | Argentina | 2002-2003 |
| Skoda Xanthi                | Grecia    | 2003-2004 |
| Universidad Católica        | Chile     | 2004-2009 |
| Unión San Felipe            | Chile     | 2010      |
| Ñublense                    | Chile     | 2011      |

### Como entrenador
| Deportes Melipilla (Interino) | Chile | 2021  | 3 | 2 | 1 | 0 | 66.67% |
| Deportes Melipilla            | Chile | 2022  | 5 | 1 | 2 | 2 | 26.67% |
| Total                         | Total | Total | 8 | 3 | 3 | 2 | 50%    |

## Palmarés

### Torneos nacionales
| Título           | Club                 | País  | Año    |
| ---------------- | -------------------- | ----- | ------ |
| Primera División | Universidad Católica | Chile | 2005-C |